# Банк ВТБ Северо-Запад
Банк ВТБ Северо-Запад — один из крупнейших коммерческих банков в России (в марте 2011 года занимал 20 место по объёму активов), присоединённый к Банку ВТБ 18 марта 2011 года.

## История
Банк ВТБ Северо-Запад входил в группу компаний ВТБ. Штаб-квартира располагалась в Санкт-Петербурге. История банка восходит к Северо-Западной областной конторе Промышленного банка, образованной 26 ноября 1922 г. В постсоветское время банк носил названия «Ленинградский коммерческий промышленно-строительный банк» (Ленпромстройбанк) и ОАО «Промышленно-строительный банк» (ОАО «ПСБ»). В конце 2005 года Банк ВТБ увеличил свою долю в уставном капитале Промышленно-строительного банка до 75 % + 3 акции, после чего в 2007 году банк был переименован в Банк ВТБ Северо-Запад.
В марте 2011 года на базе ОАО «Банк ВТБ Северо-Запад» образован Северо-Западный региональный центр (СЗРЦ)  – подразделение Головного офиса ОАО Банк ВТБ. Решением Правления ВТБ СЗРЦ упразднен с 01 января 2018 года.